# Kivijärvi (sjö i Joutsa, Mellersta Finland, 61,99 N, 26,2 Ö)
Kivijärvi är en sjö i kommunen Joutsa i landskapet Mellersta Finland i Finland. Arean är 44 hektar och strandlinjen är 6,94 kilometer lång. Sjön  ingår i Kymmene älvs huvudavrinningsområde.   Den ligger omkring 36 kilometer sydöst om Jyväskylä och omkring 210 kilometer norr om Helsingfors. 